# Afghanistan ai Giochi paralimpici
L'Afghanistan ha gareggiato per la prima volta ai Giochi Paralimpici durante le Paralimpiadi estive del 1996 ad Atlanta, dove era rappresentato dai ciclisti Gul Afzal e Zabet Khan.
L'Afghanistan non ha partecipato alle Paralimpiadi di Sydney nel 2000, essendo stato bandito dai Giochi a causa del trattamento riservato alle donne sotto il regime talebano.
Due atleti hanno rappresentato l'Afghanistan ad Atene nel 2004: la velocista Mareena Karim e la ciclista Qaher Hazrat. Nessuna delle due ha vinto una medaglia.
L'Afghanistan ha gareggiato alle Paralimpiadi estive del 2008 a Pechino, dove era rappresentato esclusivamente dal powerlifter Mohammad Fahim Rahimi. Mohammad Fahim è tornato al powerlifting alle Paralimpiadi estive 2012 a Londra. Ancora una volta, Rahimi era l'unico atleta.
L'Afghanistan ha inviato di nuovo un atleta a Rio de Janeiro per le Paralimpiadi estive del 2016, Mohammad Durani. Ha gareggiato nel lancio del giavellotto maschile. Ha chiuso con un record personale di 26,51 metri, ma questo lo ha portato all'ultimo posto e quindi non gli è stato permesso di procedere agli ultimi tre lanci. Tuttavia, il 19 settembre 2016, è stato rivelato che era risultato positivo al 19-Norandrosterone, una sostanza che l'Agenzia mondiale antidoping classifica nella sua lista di "Steroidi androgeni anabolizzanti endogeni" ed è vietata sia in competizione che fuori. Durani è stato quindi squalificato e il suo risultato annullato.
Il paese ha partecipato anche ai XVI Giochi paralimpici estivi, in programma a Tokyo dal 24 agosto al 5 settembre 2021, con due atleti, la taekwondoka Zakia Khoudadadi e l'atleta Hossain Rasouli; la loro partecipazione era stata inizialmente messa a rischio a causa dalla presa di Kabul da parte dei talebani, che nel frattempo sono tornati al potere. Ciononostante, i portabandiera hanno sfilato ugualmente durante la cerimonia d'apertura come "atto di solidarietà e pace". Tuttavia, il 28 agosto seguente, il Comitato Paralimpico Internazionale ha reso noto l'arrivo dei due atleti a Tokyo, i quali hanno partecipato nelle rispettive categorie: il 2 settembre, quindi, Khoudadadi ha gareggiato nella categoria -49kg K44 di taekwondo, diventando la prima atleta afgana a partecipare alle paralimpiadi mentre il giorno dopo è stata la volta di Rasouli nei 400 m T47 dell'atletica leggera.
L'Afghanistan non ha mai vinto una medaglia paralimpica e non ha mai partecipato ai Giochi paralimpici invernali.

## Medaglie ottenute

### Giochi estivi
Tutte le statistiche dell'Afghanistan ai Giochi paralimpici estivi.
| Giochi              | Atleti                   | Oro                      | Argento                  | Bronzo                   | Totale                   |
| ------------------- | ------------------------ | ------------------------ | ------------------------ | ------------------------ | ------------------------ |
| 1996 Atlanta        | 2                        | 0                        | 0                        | 0                        | 0                        |
| 2000 Sydney         | partecipazione annullata | partecipazione annullata | partecipazione annullata | partecipazione annullata | partecipazione annullata |
| 2004 Atene          | 2                        | 0                        | 0                        | 0                        | 0                        |
| 2008 Beijing        | 1                        | 0                        | 0                        | 0                        | 0                        |
| 2012 Londra         | 1                        | 0                        | 0                        | 0                        | 0                        |
| 2016 Rio de Janeiro | 1                        | 0                        | 0                        | 0                        | 0                        |
| 2020 Tokyo          | 2                        | 0                        | 0                        | 0                        | 0                        |
| 2024 Parigi         | 1                        | 0                        | 0                        | 0                        | 0                        |
| 2028 Los Angeles    | evento futuro            | evento futuro            | evento futuro            | evento futuro            | evento futuro            |
| Totale              | 7                        | 0                        | 0                        | 0                        | 0                        |

### Giochi invernali
L'Afghanistan non ha ancora partecipato a nessuna edizione dei Giochi paralimpici invernali.
| Giochi                 | Atleti        | Oro           | Argento       | Bronzo        | Totale        |
| ---------------------- | ------------- | ------------- | ------------- | ------------- | ------------- |
| 2022 Beijing           | non partecipa | non partecipa | non partecipa | non partecipa | non partecipa |
| 2026 Cortina d'Ampezzo | evento futuro | evento futuro | evento futuro | evento futuro | evento futuro |
| Totale                 | 0             | 0             | 0             | 0             | 0             |